# 通海路街道
通海路街道是中华人民共和国青海省西宁市城西区下辖的一个街道办事处。

## 行政区划
通海路街道下辖以下村级行政区划单位：
文成路社区、桃李路社区、光华路社区和文景街西社区。